# Thé sombre
Un thé sombre est un thé post-fermenté ayant subi une période de vieillissement longue en milieu chaud et humide contrairement au thé jaune, également post-fermenté mais pour lequel la période de fermentation est courte.
Sous l'influence de moisissures, de levures et de bactéries, il perdra progressivement son astringence et de son amertume pour s'enrichir de saveurs terreuses et de sous-bois.
Les Chinois appellent littéralement « thé noir » ce type de thé, tandis qu'ils dénomment « thé rouge » ce qu'un Occidental appelle thé noir,,.

## Thés sombres les plus connus

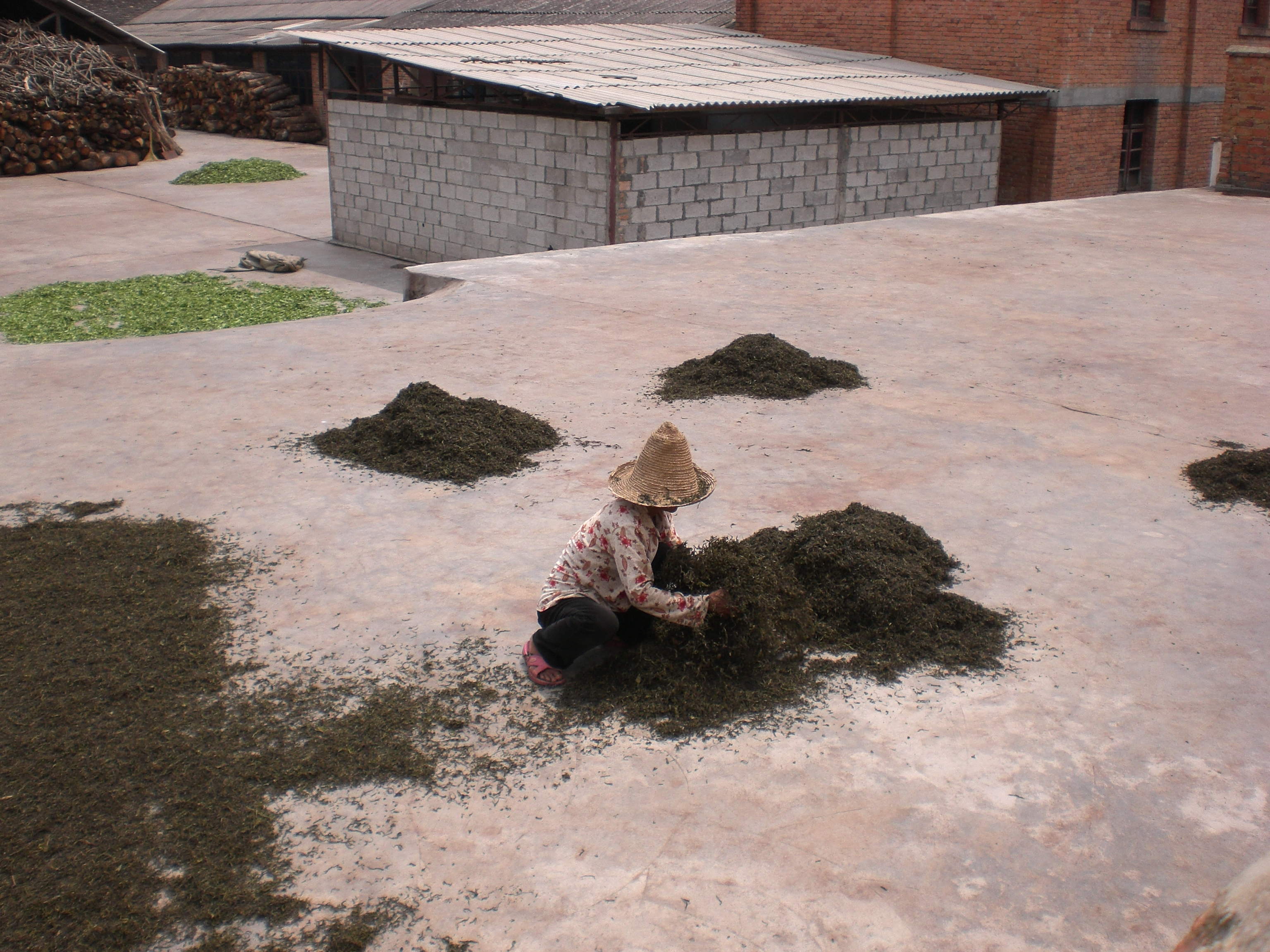
Séchage au soleil de feuilles de thé pu'er

Les thés sombres proviennent le plus souvent des provinces de Sichuan, Yunnan ou Hubei.
- thé Pu-erh du Yunnan (雲南普洱茶, yúnnán pǔ'ěr chá)
- thé Liu'an de l'Anhui (安徽六安籃茶, ānhùi lìu'ān lán chá)
- thé noir du Hunan (zh) (湖南黑茶, húnán hēi chá)
- thé Liubao du Guangxi (廣西六堡茶, guǎnxī lìubǎo chá)
- thé Laobian du Hubei (湖北佬扁茶, húběi lǎobiǎn chá)
- thé Bian (zh) du Sichuan (四川邊茶, sìchuān biān chá)
- thé tibétain du Tibet (藏茶, zang chá)